# Белкнеп (округ, Нью-Гемпшир)
Шаблон:StateAbbr_ 43°30′55″ пн. ш. 71°26′10″ зх. д. / 43.515202° пн. ш. 71.436073° зх. д.
Округ Белкнеп (англ. Belknap County) — округ (графство) у штаті Нью-Гемпшир, США. Ідентифікатор округу 33001.

## Історія
Округ утворений 1840 року.

## Демографія
За даними перепису
2000 року
загальне населення округу становило 56325 осіб, зокрема міського населення було 22568, а сільського — 33757.
Серед мешканців округу чоловіків було 27742, а жінок — 28583. В окрузі було 22459 домогосподарств, 15501 родин, які мешкали в 32121 будинках.
Середній розмір родини становив 2,91.
Віковий розподіл населення поданий у таблиці:
| Стать    | До 15 років | 15-21 | 22-29 | 30-39 | 40-49 | 50-65 | 65-85 | Понад 85 |
| -------- | ----------- | ----- | ----- | ----- | ----- | ----- | ----- | -------- |
| Чоловіки | 5531        | 2442  | 2175  | 3966  | 4770  | 5096  | 3459  | 303      |
| Жінки    | 5321        | 2324  | 2138  | 4150  | 4803  | 5113  | 4064  | 670      |

## Суміжні округи
- Керролл — північ
- Страффорд — схід
- Меррімак — південний захід
- Ґрафтон — північний захід

## Виноски
1. ↑  U.S. Decennial Census. United States Census Bureau. Архів оригіналу за 26 квітня 2015. Процитовано 27 грудня 2014.
2. ↑  Historical Census Browser. University of Virginia Library. Архів оригіналу за 11 серпня 2012. Процитовано 27 грудня 2014.
3. ↑  Population of Counties by Decennial Census: 1900 to 1990. United States Census Bureau. Архів оригіналу за 9 листопада 2014. Процитовано 27 грудня 2014.
4. ↑  Census 2000 PHC-T-4. Ranking Tables for Counties: 1990 and 2000 (PDF). United States Census Bureau. Архів оригіналу (PDF) за 18 грудня 2014. Процитовано 27 грудня 2014.
5. ↑  State & County QuickFacts. United States Census Bureau. Архів оригіналу за 5 лютого 2016. Процитовано 24 вересня 2013. [Архівовано 2016-02-05 у Wayback Machine.](англ.) Наведено за англійською вікіпедією.
6. ↑  American FactFinder. Бюро перепису населення США. Архів оригіналу за 26 лютого 2012. Процитовано 31 січня 2008. [Архівовано 2008-05-21 у Wayback Machine.]

| США | Це незавершена стаття з географії США. Ви можете допомогти проєкту, виправивши або дописавши її. |